# OpenMosix
openMosix es un sistema de cluster para Linux que permite a varias máquinas actuar como un único sistema multiprocesador (denominado en inglés SSI). Esto permite que no tengamos que reprogramar nuestras aplicaciones para que aprovechen el cluster. Los procesos no saben en qué nodo del cluster se ejecutan, y es el propio openMosix el responsable de "engañarlos", y redirigir las llamadas al sistema al nodo del cluster en el que se lanzó el proceso. openMosix implementa un algoritmo balanceador que permite repartir de forma óptima la carga, si está el cluster bien calibrado.
Se compone de un parche al kernel, responsable de las migraciones transparentes de procesos, y unas herramientas de área de usuario, necesarias para calibrar y administrar el cluster.
openMosix puede migrar cualquier proceso mientras que no haga uso de los segmentos de memoria compartida. Según la calibración, migrará procesos más ligeros, o más pesados.
Actualmente el desarrollo de openMosix está parado. Sigue funcionando bien para los kernels 2.4; y para el kernel 2.6 aún no funcionaba completamente.
Sin embargo, por su estabilidad y robustez aún hay gente que lo emplea, y sigue instalándolo. El único problema real es con las máquinas que tienen hardware no soportado por el kernel 2.4.